# 오철환
오철환(1958년 11월 2일 ~ , 구미시)은 소설가 겸 광역의원(2010년, 2014년)

## 학력
- 1971 수창초등학교
- 1974 대구중학교
- 1977 대륜고등학교
- 영남대학교 경영학 (77학번 학사)
- 경북대학교 대학원 경영학 (83학번 석사)
- 고려대학교 행정대학원 공공행정학 (12학번)

## 데뷔
- 2001년 소설가, 수필가

## 가족
- 1988년 영양 남씨와 결혼
- 아내 (1962년생)
- 장남 (1989년생)
- 차남 (1992년생)

## 저서
- 그래도 지구는 돈다
- 장미에는 가시가 없다
- 아무것도 아닌 이야기
- 오늘
- 검은 옷을 입은 여자
- 이야기는 살아있다
- 대구는 살아있다 등

## 수상
- 2009 대구문학상 수상

## 역대 선거 결과
|  | 44.28% |

|  | 64.96% |

|  | 49.93% |